# Championnat d'Asie de rink hockey 2001
 (novembre 2016).
Si vous disposez d'ouvrages ou d'articles de référence ou si vous connaissez des sites web de qualité traitant du thème abordé ici, merci de compléter l'article en donnant les références utiles à sa vérifiabilité et en les liant à la section « Notes et références ».
Navigation
Championnat d'Asie 1999 Championnat d'Asie 2004
Le Championnat d'Asie de rink hockey 2001 est la 8e édition de la compétition organisée par la Confederation of Asia Roller Sports et réunissant les meilleures nations asiatiques, dans le cadre de la 9e coupe d'Asie de roller sports. Il s'agit de la troisième édition concernant la compétition féminine. Cette édition a lieu à Taichung, sur l'île de Taïwan.
L'équipe de Macao conserve son titre, remporte pour la dixième fois la compétition masculine et l'équipe d'Inde remporte sa cinquième couronne dans la compétition féminine, conservant elle aussi son titre.

## Classement

### Compétition masculine
| Place | Équipe        |
| ----- | ------------- |
| 1     | Corée du Nord |
| 2     | Macao         |
| 3     | Japon         |
| 4     | Inde          |
| 5     | Corée du Sud  |
| 6     | Taïwan        |

### Compétition féminine
| Place | Équipe |
| ----- | ------ |
| 1     | Japon  |
| 2     | Chine  |
| 3     | Inde   |
| 4     | Taïwan |